# Pentatlo moderno nos Jogos Pan-Americanos de 2023 - Qualificação
Abaixo está o sistema de qualificação e os comitês olímpicos nacionais qualificados ao Pentatlo moderno nos Jogos Pan-Americanos de 2023, programado para ser realizada em Santiago, no Chile, de 21 a 27 de outubro de 2023. 

## Sistema de classificação
Um total de 66 pentatletas qualificaram-se para competir. Cada CON poderia inscrever até 6 atletas (três por gênero), exceto os vencedores dos eventos individuais dos Jogos Pan-Americanos Júnior de 2021. As vagas foram distribuídas por dois torneios classificatórios. O país-anfitrião, Chile, classificou automaticamente quatro atletas (dois por gênero. Duas vagas (uma por gênero) foram distribuídas pelos Jogos Pan-Americanos Júnior de 2021.
As vagas restantes foram distribuídas durante o Campeonato Pan-Americano de 2022, com o mínimo de um e o máximo de três atletas por gênero por CON.

## Linha do tempo
| Evento                              | Data                     | Local   |
| ----------------------------------- | ------------------------ | ------- |
| Jogos Pan-Americanos Júnior de 2021 | 2–5 de dezembro de 2021  | Cali    |
| Campeonato Pan-Americano de 2022    | 19–23 de outubro de 2022 | Resende |

## Sumário de classificação
Abaixo está a alocação final de vagas.
| Nação                               | Masculino  | Masculino   | Feminino   | Feminino    | Misto       | Total   |
| Nação                               | Individual | Revezamento | Individual | Revezamento | Revezamento | Atletas |
| ----------------------------------- | ---------- | ----------- | ---------- | ----------- | ----------- | ------- |
| ARG Argentina                       | 3          | X           | 3          | X           | X           | 6       |
| IOA Atletas Olímpicos Independentes | 2          | X           | 3          | X           | X           | 5       |
| BOL Bolívia                         | 2          | X           | 2          | X           | X           | 4       |
| BRA Brasil                          | 3          | X           | 3          | X           | X           | 6       |
| CAN Canadá                          | 2          | X           | 2          | X           | X           | 4       |
| CHI Chile                           | 2          | X           | 2          | X           | X           | 4       |
| COL Colômbia                        | 1          |             | 1          |             | X           | 2       |
| CUB Cuba                            | 3          | X           | 2          | X           | X           | 5       |
| ECU Equador                         | 3          | X           | 3          | X           | X           | 6       |
| USA Estados Unidos                  | 2          | X           | 3          | X           | X           | 5       |
| MEX México                          | 3          | X           | 4          | X           | X           | 7       |
| PER Peru                            | 2          | X           | 1          |             | X           | 3       |
| DOM República Dominicana            | 2          | X           | 2          | X           | X           | 4       |
| URU Uruguai                         | 1          |             | 1          |             | X           | 2       |
| VEN Venezuela                       | 2          | X           | 1          | X           | X           | 3       |
| Total: 15 CONs                      | 33         |             | 33         |             |             | 66      |

## Masculino
| Competição                                          | Vagas | Classificados |
| --------------------------------------------------- | ----- | --- |
| País-sede                                           | 2     | CHI Chile CHI Chile |
| 2021 Junior Pan American Games                      | 1     | Andrés Torres Robles (ECU) |
| Campeonato Pan-Americano de 2022                    | 14    | MEX México ARG Argentina BRA Brasil CUB Cuba VEN Venezuela GUA Guatemala USA Estados Unidos DOM República Dominicana CAN Canadá ECU Equador PER Peru BOL Bolívia COL Colômbia URU Uruguai |
| Segundo ranqueado Campeonato Pan-Americano de 2022  | 12    | MEX México ARG Argentina CUB Cuba BRA Brasil GUA Guatemala USA Estados Unidos VEN Venezuela ECU Equador CAN Canadá DOM República Dominicana PER Peru BOL Bolívia                          |
| Terceiro ranqueado Campeonato Pan-Americano de 2022 | 4     | MEX México BRA Brasil ARG Argentina CUB Cuba |
| Total                                               | 33    | |

## Feminino
| Competição                                          | Vagas | Classificados |
| --------------------------------------------------- | ----- | --- |
| País-sede                                           | 2     | CHI Chile CHI Chile |
| Jogos Pan-Americanos Júnior de 2021                 | 1     | Catherine Oliver (MEX) |
| Campeonato Pan-Americano de 2022                    | 14    | MEX México BRA Brasil GUA Guatemala ARG Argentina USA Estados Unidos ECU Equador CUB Cuba CAN Canadá VEN Venezuela DOM República Dominicana URU Uruguai BOL Bolívia COL Colômbia PER Peru |
| Segundo ranqueado Campeonato Pan-Americano de 2022  | 10    | BRA Brasil MEX México ARG Argentina GUA Guatemala USA Estados Unidos ECU Equador CAN Canadá CUB Cuba DOM República Dominicana BOL Bolívia                                                 |
| Terceiro ranqueado Campeonato Pan-Americano de 2022 | 6     | BRA Brasil GUA Guatemala MEX México USA Estados Unidos ECU Equador ARG Argentina |
| Total                                               | 33    | |